# Kreipke
Kreipke ist ein Ortsteil der Gemeinde Halle im niedersächsischen Landkreis Holzminden.
Der Ort befindet sich in der Ithbörde im Weserbergland rund zwei Kilometer nordwestlich von Halle. Die B 240 verläuft zwei Kilometer entfernt südlich. Durch den Ort führt die Landesstraße L 424. Die Weser fließt zwei Kilometer entfernt westlich.

## Geschichte
Am 1. Januar 1973 wurde Kreipke in die Gemeinde Halle eingegliedert.